# Wladimir Krjutschkow (Radsportler)
Wladimir Krjutschkow (russisch Владимир Крючков; * 1929) ist ein ehemaliger sowjetischer Radrennfahrer.

## Sportliche Laufbahn
Krjutschkow war im Straßenradsport aktiv. Er war Teilnehmer der Olympischen Sommerspiele 1952 in Helsinki. Im olympischen Straßenrennen war er ausgeschieden. Das sowjetische Team kam mit Jewgeni Klewzow, Nikolai Bobarenko, Wladimir Krjutschkow und Anatoli Kolessow nicht in die Mannschaftswertung, da drei Fahrer das Rennen nicht beendeten. 
Dreimal bestritt er die Internationale Friedensfahrt. 1954 kam er auf den 60. Platz, 1955 auf den 41. und 1956 auf den 61. Rang der Gesamtwertung. 